# Bang (Nightmare of You)
Bang è il primo EP dei Nightmare of You, pubblicato nel 2007.

## Tracce
1. I Don't Want to Dance Anymore
2. I Was Never a Normal Boy
3. You're Very Dear to Me
4. Bang
5. Herbal Jazz Cigarette